# Jón Þorláksson á Bægisá
Jón Þorláksson, född 13 december 1744 i Selárdalur i Arnarfjörður, död 21 oktober 1819, var en isländsk präst och poet. 
Jón dimitterades från Skálholts skola 1763 och blev präst i Saurbær i Dalasýsla 1768, senare, 1788, i Bægisá i Eyjafjarðarsýsla, där han var präst till sin död. Han hade olika svårigheter att kämpa med, främst fattigdom ("Armod är min livsledsagarinna", skrev han), som mot slutet kändes mindre, då han erhöll ett slags diktarlön från England för sin översättarverksamhet. 
Jón betraktas som Islands främsta poet omkring 1800; han var något av en folkdiktare. Han författade ett otal av alla slags dikter och psalmer. Hans dikter är utgivna i två band, Ljóðabók (Köpenhamn 1842–1843 med biografi av Jón Sigurðsson). Inte mindre känd är han som översättare av utländska diktverk, en av landets första som sådan; förutom dikter av bland andra Christian Braunmann Tullin (Rapsø 1774) översatte han Alexander Popes Essay on Man, "Tilraun um manninn" (Leirárgarðar 1798), John Miltons Paradise Lost, "Paradisar missir" (Köpenhamn 1828), samt Friedrich Gottlieb Klopstocks Messiade, "Messias" (1838), båda i fornyrdislag. Dessa översättningar var på sin tid mycket kända och lästa.